# عقد 1510
عقد 1510 هو عقد امتد بين 1 يناير 1510 و31 ديسمبر 1519 بحسب التقويم الميلادي. سبقه عقد 1500 ولحقه عقد 1520.

## أحداث
- معركة رافينا (1512)
- وباء الرقص (1518)
- معركة تلمسان (1518)
- معركة مرج دابق (1516)
- معركة خان يونس (1516)
- معركة جوينجيت (1513)
- معركة فلودين (1513)
- معركة الريدانية (1517)
- معركة جالديران (1514)
- معركة نوفارا 1513 (1513)

## مواليد
- فرانثيسكو دي أوريانا (1511)
- جيوفاني بادوفاني (1512)
- فرانسيس وستون (1511)
- جيوفاني باتيستا ادرياني (1511)
- غيوم بوستل (1510)
- إيبوليتو دي ميديشي (1511)
- مانكو إنكا يوبانكي (1512)
- مارك سميتون (1512)
- إيراسموس رينهولد (1511)
- جورجو فازاري (1511)
- كاثرين بار (1512)

## وفيات
- إدموند دادلي (1510)
- فريدرش دوق ساكسونيا (1510)
- فرانسيسكو بيانكي (1510)
- كاترين كورنارو (1510)
- ساندرو بوتيتشيلي (1510)
- كمال ريس (1511)
- كوجا مصطفى باشا (1512)
- بنائي الهروي (1512)
- أنوري (1512)
- غاستون دو فوا (1512)
- بايزيد الثاني (1512)
- قانصوه الغوري (1516)
- يونس باشا (1517)
- طومان باي (1517)

## كتب
- Yves Denis Papin (1998). Chronologie de l'histoire ancienne. Lieu de publication non identifié: Éditions Jean-paul Gisserot. ISBN:2-87747-346-5. OCLC:40746926. مؤرشف من الأصل في 2022-03-16.
- موسوعة حضارة العالم (2002) لأحمد محمد عوف.

## روابط خارجية
- تصفح سنة بسنة عقد 1510 على موقع onthisday.com
- تصفح سنة بسنة عقد 1510 ابتداءً من سنة عقد 1510 على موقع المكتبة الوطنية الفرنسية